# Cheng Ming-chih
Pour les articles homonymes, voir Cheng.
Dans ce nom chinois, le nom de famille, Cheng, précède le nom personnel Ming-chih.
Cheng Ming-chih (en chinois traditionnel : 程銘志 ; pinyin : Chéng Míngzhì), né le 8 août 1979 à Tainan, est un pongiste handisport taïwanais, en catégorie fauteuil roulant.

## Biographie
Cheng Ming-chih naît le 8 août 1979 à Tainan,.
Il pratique le tennis de table dès l'école primaire, jouant au complexe sportif près du foyer familial, entraîné par son père s'étant reconverti pour l'occasion. Performant dès sa jeunesse, Cheng atteint à l'âge de 15 ans les sélections nationales de jeunes.
Au terme de ses études supérieures d'éducation sportive, il n'obtient pas de diplôme. Il prend alors la relève de son père en tant qu'entraîneur de tennis de table à l'école de Tainan, à 25 ans.
Alors âgé de 32 ans, il est victime d'un accident de la route, renversé de nuit par un conducteur en état d'ivresse. Il est alors amputé de sa jambe gauche, tandis que la droite est affaiblie. Après un an de convalescence, et encouragé par son père, il se dirige vers le tennis de table handisport en fauteuil roulant. Après avoir rencontré et battu le no 1 mondial en compétition ouverture un an plus tôt, il participe à sa première compétition internationale en 2014, prenant part aux Jeux para-asiatiques ; il y remporte deux médailles de bronze, en individuel et en équipe. Aux championnats d'Asie de 2015, il est médaillé d'argent en épreuve individuelle, et de bronze en équipe.

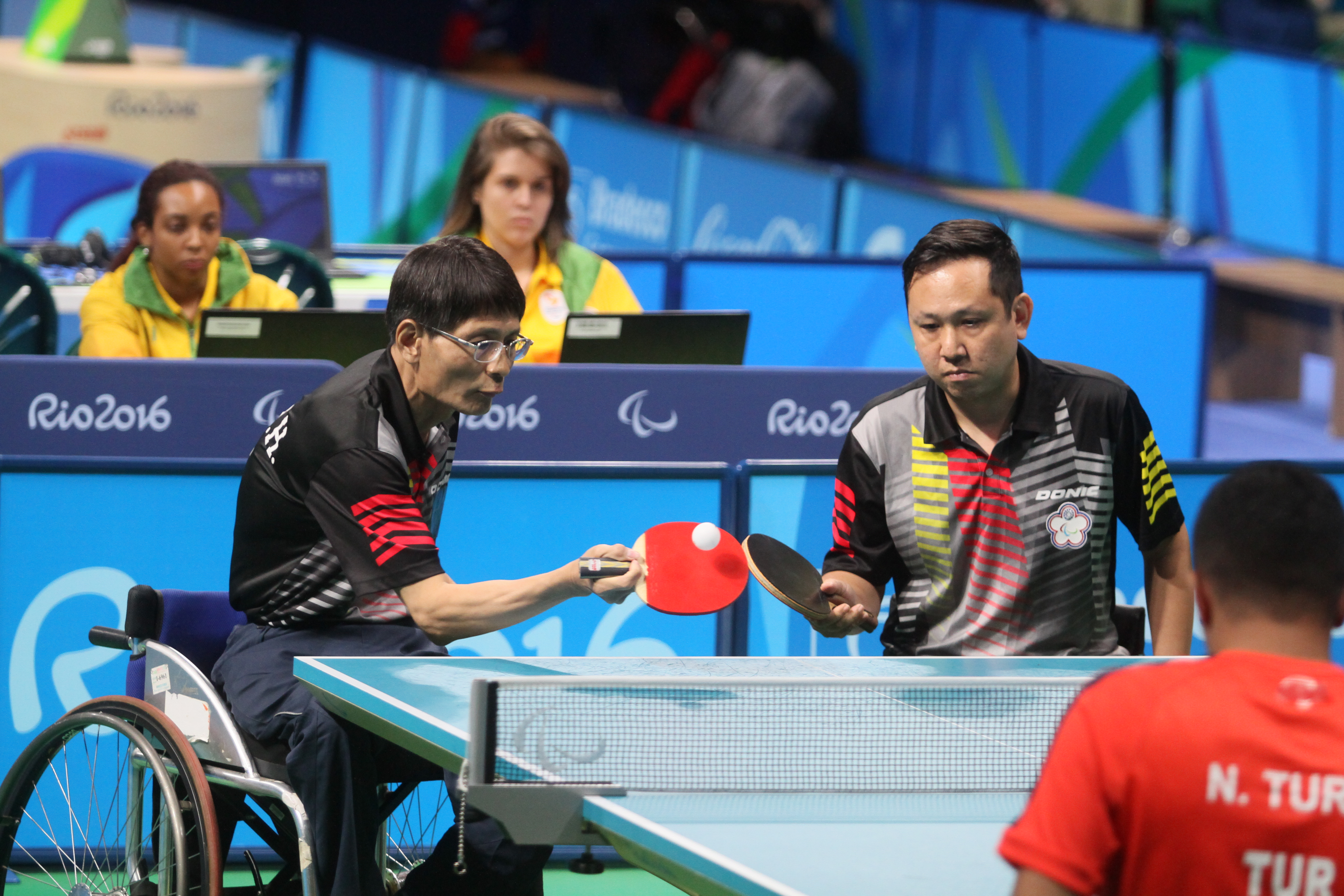
Cheng Ming-chih (à d.) et son coéquipier Lin Yen-hung, en demi-finale du tournoi par équipe des Jeux paralympiques de Rio.

Cheng prend part à ses premiers Jeux paralympiques à Rio en 2016, au cours desquels il remporte la médaille d'argent en finale du tournoi par équipe hommes, avec Lin Yen-hung. En épreuve individuelle, il s'incline en quart de finale. L'année suivante, il obtient son premier titre majeur, s'imposant aux championnats du monde en épreuve par équipe.
Après deux médailles aux Jeux para-asiatiques, d'argent et de bronze, il se classe 3e du tournoi individuel des championnats du monde de 2018. En 2019, il réitère ses performances précédentes aux championnats d'Asie.

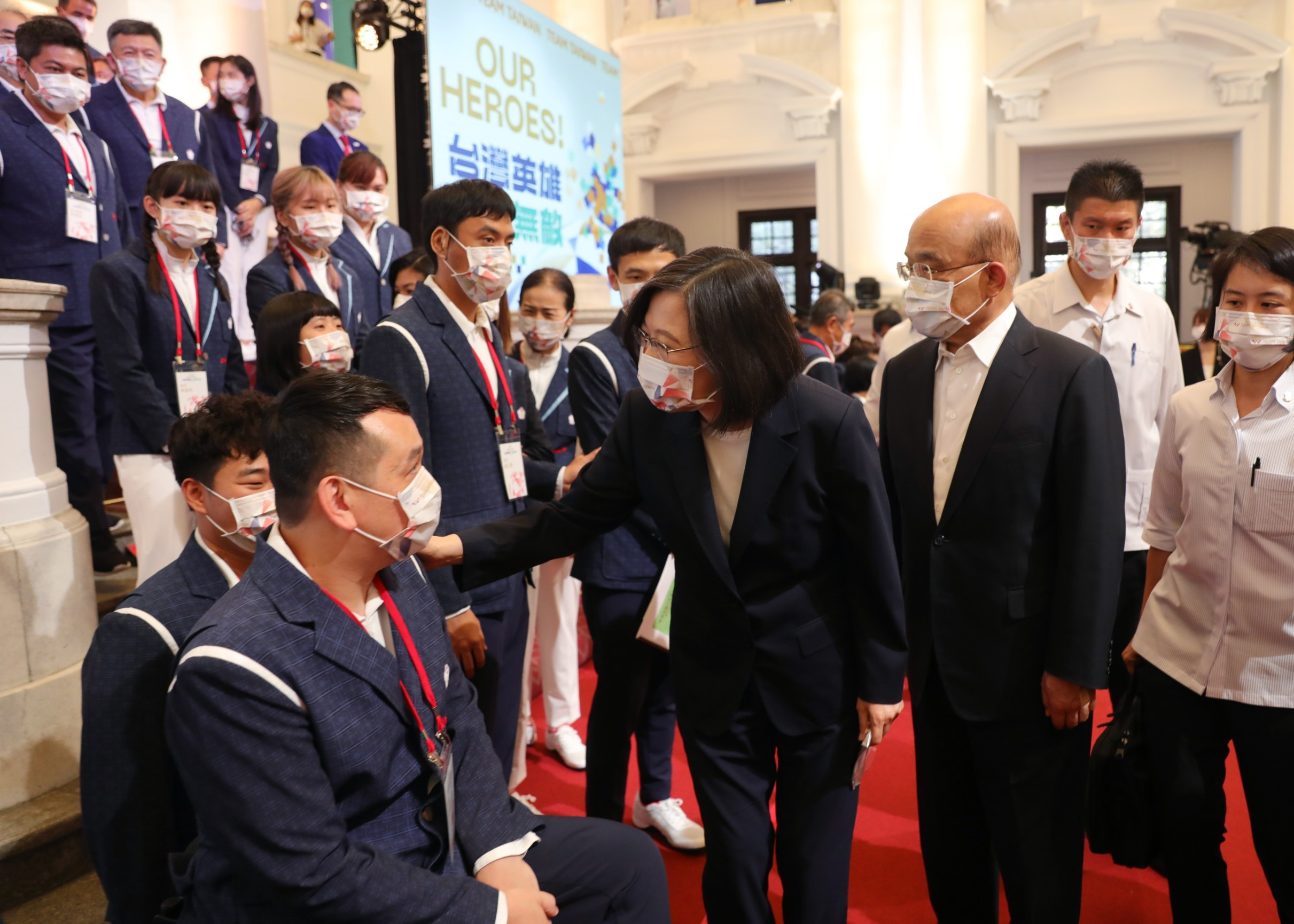
Cheng Ming-chih après les Jeux paralympiques de Tokyo, reçu par la présidente Tsai Ing-wen dans le cadre de la réception de la délégation paralympique.

En avril 2020, il est classé no 1 mondial, son meilleur classement jusqu'alors. Aux Jeux paralympiques de Tokyo en 2021, il est éliminé en quart de finale du tournoi individuel hommes.
En 2022 et 2023, il remporte deux médailles de bronze, respectivement aux championnats du monde et aux Jeux para-asiatiques en simple.
Aux Jeux paralympiques de Paris 2024, il se hisse jusqu'en finale en épreuve individuelle, remportant la médaille d'argent.

## Palmarès

### Jeux paralympiques
- Médaille d'argent du double hommes aux Jeux paralympiques d'été de 2016 (classe 4-5)

### Championnats du monde
- Médaille d'or du double hommes aux championnats du monde de 2017 (classe 5)
- Médaille de bronze du simple hommes aux championnats du monde de 2018 (classe 5)
- Médaille de bronze du simple hommes aux championnats du monde de 2022 (classe 5)

### Jeux para-asiatiques
- Médaille d'argent du simple hommes aux Jeux para-asiatiques de 2018 (classe 5)
- Médaille de bronze du simple hommes aux Jeux para-asiatiques de 2014 (classe 5)
- Médaille de bronze du double hommes aux Jeux para-asiatiques de 2014 (classe 5)
- Médaille de bronze du double hommes aux Jeux para-asiatiques de 2018 (classe 4-5)
- Médaille de bronze du simple hommes aux Jeux para-asiatiques de 2022[note 1] (classe 5)

### Championnats d'Asie
- Médaille d'argent du simple hommes aux Jeux para-asiatiques de 2015 (classe 5)
- Médaille d'argent du simple hommes aux Jeux para-asiatiques de 2019 (classe 5)
- Médaille de bronze du double hommes aux Jeux para-asiatiques de 2015 (classe 5)
- Médaille de bronze du double hommes aux Jeux para-asiatiques de 2019 (classe 5)